# 勝川新町
勝川新町（かちがわしんまち）は、愛知県春日井市にある地名。現行行政地名は勝川新町1丁目から勝川新町3丁目。

## 地理
春日井市南西部に位置し、東は神明町・天神町、西は知多町、南は惣中町、北は味美町・稲口町・妙慶町に接する。

### 河川
- 八田川

## 学区
市立小・中学校に通う場合、学校等は以下の通りとなる。また、公立高等学校に通う場合の学区は以下の通りとなる。
| 字・丁目      | 小学校               | 中学校               | 高等学校 |
| ------------- | -------------------- | -------------------- | -------- |
| 勝川新町1丁目 | 春日井市立山王小学校 | 春日井市立知多中学校 | 尾張学区 |
| 勝川新町2丁目 | 春日井市立山王小学校 | 春日井市立知多中学校 | 尾張学区 |
| 勝川新町3丁目 | 春日井市立山王小学校 | 春日井市立知多中学校 | 尾張学区 |

## 歴史

### 沿革
- 1948年（昭和23年） - 大字勝川の一部より、勝川新町が成立[2]。
- 1976年（昭和51年）・1978年（昭和53年） - 惣中町・妙慶町・知多町・味美知多町との間で境界を変更[2]。

## 施設

### 勝川新町1丁目
- 春日井市立山王小学校
- 西友勝川店

### 勝川新町2丁目
- 十六銀行勝川支店

### 勝川新町3丁目
- 川添公園

## 交通
- 愛知県道62号春日井稲沢線
- 愛知県道196号神屋味美線

### WEB
1. ↑  “郵便番号”.  日本郵便. 2021年8月30日閲覧。
2. ↑  “市外局番の一覧”.   総務省. 2021年8月30日閲覧。
3. ↑  “愛知県春日井市 - 人口総数及び世帯総数 | 人口統計ラボ - 国勢調査GIS 平成27年版”. toukei-labo.com. 2021年8月30日閲覧。
4. ↑  “通学区域一覧表”. 春日井市公式ホームページ. 2021年8月30日閲覧。
5. ↑  “平成29年度以降の愛知県公立高等学校（全日制課程）入学者選抜における通学区域並びに群及びグループ分けについて - 愛知県”. www.pref.aichi.jp. 2021年8月30日閲覧。

### 書籍
1. ↑  「角川日本地名大辞典」編纂委員会 1989, p. 1648.
2. 1 2  「角川日本地名大辞典」編纂委員会 1989, p. 387.